# Appaalissiorfik
Appaalissiorfik (zastarale Agpâligsiorfik) je zaniklá osada v Upernavickém souostroví v kraji Avannaata v Grónsku. Nacházela se na ostrově Qullikorsuit, avšak její ruiny již nejsou zřetelně vidět – osada je tedy i fyzicky zaniklá. Existovala pouze krátkou dobu, byla založena v roce 1916 a po sedmi letech byla v roce 1923 opuštěna.